# Grammisgalan 1972
Grammisgalan 1972 hölls i Stockholms folkets hus den 11 september 1972. Efter galan slutade Grammispriserna delas ut fram till 1988.

## Priser
- Årets symfoniska skivproduktion: Sveriges Radios symfoniorkester - Lidholm, Stenhammar, Rosenberg (SR Records)
- Årets kammarproduktion: Mircea Saulesco m.fl. - Saulescokvartetten (Rikskonserter)
- Årets körproduktion: Eric Ericson - Europäische Chormusik (EMI)
- Årets dokumentärproduktion: Hjort Anders Olsson m.fl. - Äldre svenska spelmän vol. 1 (CBS-Cupol)
- Årets produktion från scen, film, radio och TV: Povel Ramel - Vid pianot: P. Ramel (Knäppupp)
- Årets barnskiva: Jörgen Lantz, Anders Linder, Hans Wigren - Här kommer Ville och Valle och Viktor (SR Records)
- Årets populärartist: Cornelis Vreeswijk - Spring mot Ulla, spring! Cornelis sjunger Bellman (Phonogram)
- Årets återutgivning: Skånska Lasse, Kalle Nämdeman - Bondkomik (EMI)
- Årets grupproduktion I: Philemon Arthur and the Dung - Philemon Arthur and the Dung (Silence)
- Årets grupproduktion II: Sånger om kvinnor (MNW)
- Årets jazzproduktion: Jan Johansson - 300 000 km/sek (Megafon)

### Fotnoter
1. ↑  Mattias Dellert (28 februari 2017). ”Vad betyder en Grammis”. Sveriges Television. http://www.svt.se/kultur/musik/vad-betyder-en-grammis. Läst 1 mars 2017.